# UFC 195
UFC 195: Lawler vs. Condit è stato un evento di arti marziali miste tenuto dalla Ultimate Fighting Championship svolto il 2 gennaio 2016 all'MGM Grand Garden Arena di Las Vegas, Stati Uniti.

## Retroscena
Nel main event della card avrebbero dovuto affrontarsi per il titolo dei pesi gallo femminili UFC, la campionessa Ronda Rousey e l'ex campionessa mondiale di boxe in tre diverse categorie di peso Holly Holm. Tuttavia, l'incontro venne spostato all'evento UFC 193 dopo che il campione dei pesi welter Robbie Lawler si infortunò. Il match principale dell'evento vide affrontarsi per il titolo dei pesi welter il campione Robbie Lawler e l'ex campione ad interim di categoria Carlos Condit.
Il match di pesi welter tra Sheldon Westcott e Edgar Garcia, che inizialmente doveva svolgersi ad UFC Fight Night: Namajunas vs. VanZant, venne spostato per questo evento.
All'evento UFC Fight Night: Holohan vs. Smolka, Dustin Poirier avrebbe dovuto affrontare Joseph Duffy. Tuttavia, il match venne cancellato dopo che Duffy subì una contusione durante una sessione di allenamento. L'intero incontro venne spostato per questo evento.
Neil Magny doveva vedersela con Stephen Thompson. Tuttavia, il 3 novembre, Magny venne rimosso dalla card per poter affrontare Kelvin Gastelum all'evento finale del reality show The Ultimate Fighter: Latin America 2. Mentre Thompson venne spostato all'evento UFC 196, per affrontare l'ex campione dei pesi welter Johny Hendricks.
Russell Doane avrebbe dovuto affrontare Michinori Tanaka. Tuttavia, Doane fu rimosso dall'incontro e rimpiazzato dall'ex campione dei pesi piuma Bellator Joe Soto.
Erick Koch doveva affrontare Drew Dober, ma il 4 di dicembre Koch dovette rinunciare per infortunio e venne sostituito da Scott Holtzman.
Kelvin Gastelum avrebbe dovuto affrontare Kyle Noke. Tuttavia, il 22 dicembre, Gastelum venne rimosso dalla card a causa di un infortunio al polso ed al suo posto venne inserito Alex Morono.

## Risultati
|                                                   | Divisione       |                   |                 |                   | Metodo                                      | Round           | Tempo           | Premio          |
| Card Principale                                   | Card Principale | Card Principale   | Card Principale | Card Principale   | Card Principale                             | Card Principale | Card Principale | Card Principale |
| ------------------------------------------------- | --------------- | ----------------- | --------------- | ----------------- | ------------------------------------------- | --------------- | --------------- | --------------- |
| Sfida valida per il titolo di campione indiscusso | Pesi Welter     | Robbie Lawler (c) | batte           | Carlos Condit     | Decisione non unanime (47-48, 48-47, 48-47) | 5               | 5:00            | FOTN            |
|                                                   | Pesi Massimi    | Stipe Miočić      | batte           | Andrei Arlovski   | KO Tecnico (pugni)                          | 1               | 0:54            | POTN            |
|                                                   | Pesi Welter     | Albert Tumenov    | batte           | Lorenz Larkin     | Decisione non unanime (29-28, 28-29, 29-28) | 3               | 5:00            |                 |
|                                                   | Pesi Piuma      | Brian Ortega      | batte           | Diego Brandão     | Sottomissione (strangolamento a triangolo)  | 3               | 1:37            |                 |
|                                                   | Pesi Leggeri    | Abel Trujillo     | batte           | Tony Sims         | Sottomissione (ghigliottina)                | 1               | 3:18            |                 |
| Card Preliminare (Fox Sports 1)                   |                 |                   |                 |                   |                                             |                 |                 |                 |
|                                                   | Pesi Gallo      | Michael McDonald  | batte           | Masanori Kanehara | Sottomissione (rear-naked choke)            | 2               | 2:09            | POTN            |
|                                                   | Pesi Welter     | Alex Morono       | batte           | Kyle Noke         | Decisione non unanime (29-28, 27-30, 29-28) | 3               | 5:00            |                 |
|                                                   | Pesi Paglia (F) | Justine Kish      | batte           | Nina Ansaroff     | Decisione unanime (29-28, 30-27, 30-27)     | 3               | 5:00            |                 |
|                                                   | Pesi Leggeri    | Drew Dober        | batte           | Scott Holtzman    | Decisione unanime (29-28, 29-28, 29-28)     | 3               | 5:00            |                 |
| Card Preliminare (UFC Fight Pass)                 |                 |                   |                 |                   |                                             |                 |                 |                 |
|                                                   | Pesi Leggeri    | Dustin Poirier    | batte           | Joseph Duffy      | Decisione unanime (30-26, 30-27, 30-27)     | 3               | 5:00            |                 |
|                                                   | Pesi Gallo      | Michinori Tanaka  | batte           | Joe Soto          | Decisione non unanime (29-28, 28-29, 29-28) | 3               | 5:00            |                 |
|                                                   | Pesi Welter     | Sheldon Westcott  | batte           | Edgar Garcia      | KO Tecnico (pugni)                          | 1               | 3:12            |                 |

## Premi
I lottatori premiati ricevettero un bonus di 50.000 dollari.
Legenda:
- FOTN: Fight of the Night (vengono premiati entrambi gli atleti per il miglior incontro dell'evento)
- POTN: Performance of the Night (viene premiato il vincitore per la migliore performance dell'evento)

## Incontri Annullati
|                                                   | Divisione      |                  |        |                  | Motivo                                    |
| ------------------------------------------------- | -------------- | ---------------- | ------ | ---------------- | ----------------------------------------- |
| Sfida valida per il titolo di campione indiscusso | Pesi Gallo (F) | Ronda Rousey (c) | contro | Holly Holm       | L'incontro venne spostato ad UFC 193      |
|                                                   | Pesi Welter    | Neil Magny       | contro | Stephen Thompson | Magny venne spostato in un altro incontro |
|                                                   | Pesi Gallo     | Russell Doane    | contro | Michinori Tanaka | Doane subì un infortunio                  |
|                                                   | Pesi Leggeri   | Drew Dober       | contro | Erik Koch        | Koch subì un infortunio                   |
|                                                   | Pesi Welter    | Kelvin Gastelum  | contro | Kyle Noke        | Gastelum subì un infortunio               |